# Mangora nahuatl
Mangora nahuatl är en spindelart som beskrevs av Levi 2005. Mangora nahuatl ingår i släktet Mangora och familjen hjulspindlar. Inga underarter finns listade i Catalogue of Life.